# 卡坦西克
50°23′27″N 35°9′8″E / 50.39083°N 35.15222°E
卡坦斯凱（烏克蘭語：Катанське）是位於烏克蘭東北部的村莊，隸屬蘇梅州奥赫蒂尔卡区的基里基夫卡市鎮。該村始建於1699年，處於沃爾斯克拉河左岸，分別距離伊萬尼夫卡1公里和索爾達特西克4.5公里，海拔高度114米，2001年人口504。